# Blackburn Ripon
Blackburn T.5 Ripon là một loại máy bay ném bom thả ngư lôi/trinh sát hai tầng cánh trên tàu sân bay của Anh. Nó bay lần đầu vào năm 1926. Không quân Hải quân Hoàng gia sử dụng nó làm máy bay ném bom thả ngư lôi từ năm 1930 tới năm 1935. Ngoài ra nó còn được bán cho Phần Lan, nó được sử dụng trong Chiến tranh Mùa đông và Chiến tranh Tiếp tục cho đến năm 1944.

## Variants
- Ripon I: Mẫu thử, 2 chiếc.
- Ripon II: Phiên bản sản xuất đầu tiên - 20 chiếc (nhiều chiếc hoán cải thành biến thể Mk IIC).
- Ripon IIA: 40 chiếc.
- Ripon IIC: Cánh làm hoàn toàn bằng kim loại - 30 chiếc.
- Ripon III: Mẫu thử với mũi dài hơn và cánh mới. 1 chiếc.
- Ripon IIF: Phiên bản trinh sát/ném bom-ngư lôi cho Không quân Phần Lan.

## Quốc gia sử dụng
United Kingdom
- Hải quân Hoàng gia
- Không quân Hải quân Hoàng gia

 Finland
- Không quân Phần Lan

## Tính năng kỹ chiến thuật (Ripon IIC)
Dữ liệu lấy từ The British Bomber.
Đặc điểm tổng quát
- Kíp lái: 2
- Chiều dài: 36 ft 9 in (11,20 m)
- Sải cánh: 44 ft 10 in (13,67 m)
- Chiều cao: 12 ft 10 in (3,91 m)
- Diện tích cánh: 683 ft2 (63,45 m²)
- Trọng lượng rỗng: 4.132 lb (1.878 kg)
- Trọng lượng có tải: 7.282 lb (3.310 kg)
- Động cơ: 1 × Napier Lion X, XI hoặc XIA, 570 hp (425 kW)

 Hiệu suất bay 
- Vận tốc cực đại: 96 kn (111 mph, 179 km/h)
- Tầm bay: 356 nmi (410 mi, 660 km)
- Trần bay: 10.000 ft (3.050 m)
- Lên độ cao 6.500 ft: 15 phút 30 giây

Trang bị vũ khí

- Súng: 1 × súng máy Vickers.303 in (7.7 mm) (không phải Mk II) và 1 × súng máy Lewis.303 in (7.7 mm)
- Bom: Hoặc 1 quả ngư lôi 18 in (457 mm) hoặc mang tới 3 quả bom 530 lb (240 kg) hoặc 6 quả bom 230 lb (104 kg).